# ランデダ
ランデダ（Landéda、ブルトン語:Landeda）は、フランス、ブルターニュ地域圏フィニステール県のコミューン。

## 地理

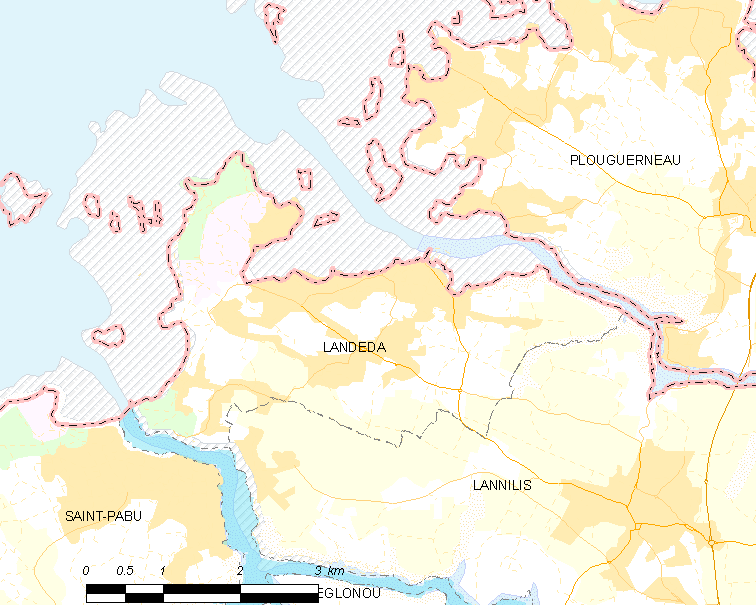
地図

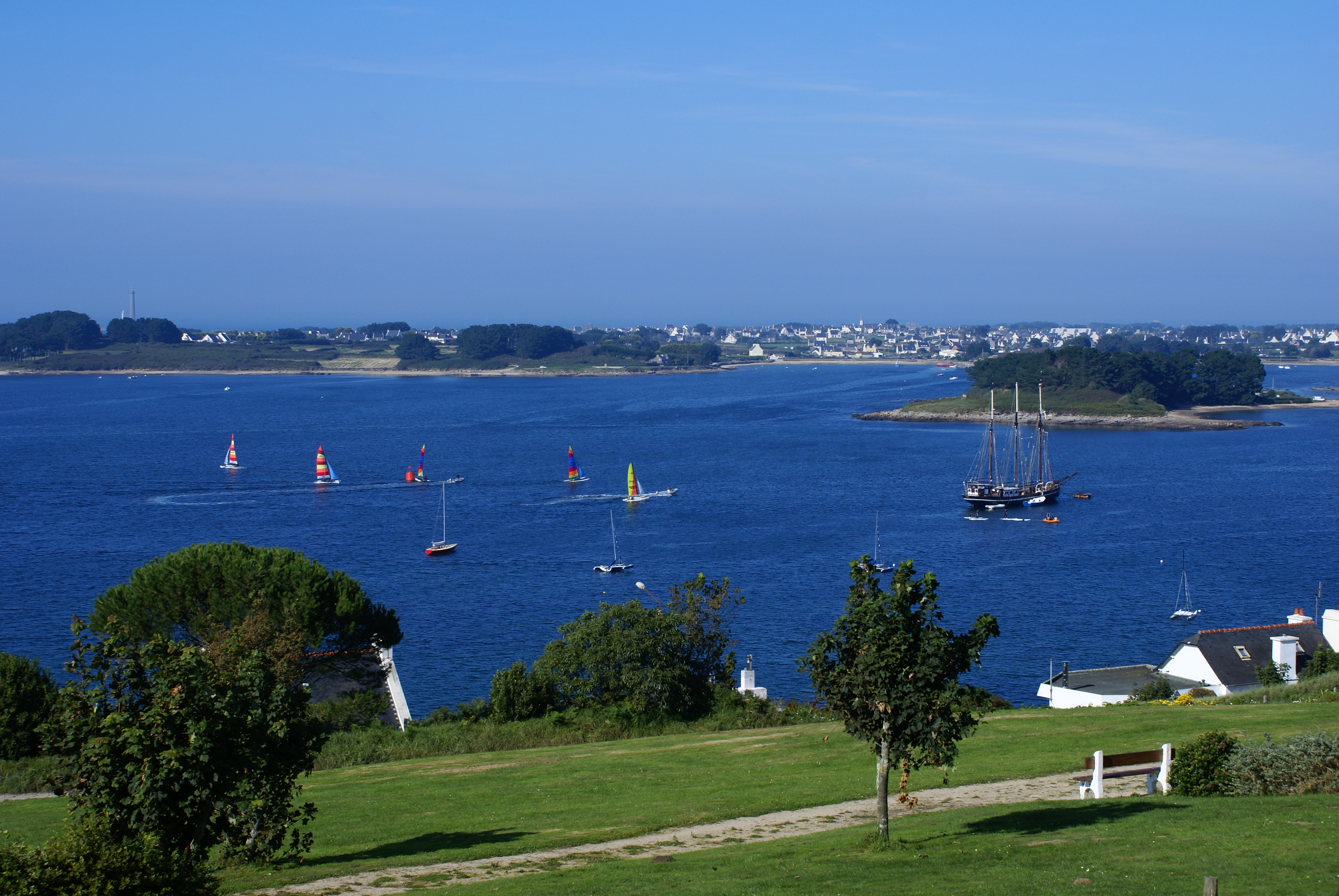
アベール・ヴラク

リアス式海岸に刻まれたコート・ド・レジャンドの中心部、イギリス海峡に面した海の町である。ランデダは、北のアベール・ヴラクと南のアベール・ブノワという、2つの河口に挟まれた、先端までギザギザになっているサント・マルグリット半島にある。
ランデダの町は、2つの河口に挟まれた標高55mほどの丘の上にある。そこは長い間過疎の土地であった（1889年の人口は232人であった）。コミューン内で最も人口が多いのはポール・ド・ラベール・ヴラクで、海側の中心である。他に重要な集落としてサント・マルグリット（1890年当時の人口は150人）がある。
地質学的には、ランデダの町はグラニュライトで形成されている。
半島にあるため、ランデダは長い間孤立してきた。コミューンに通じるのはランニリスを経由する道路のみであった。フィニステール県鉄道路線が創設されると、ブレスト-レスネヴァン-サン＝ポル＝ド＝レオン路線はプラベネックで分岐し、プルヴィエン、ランニリス、ル・コスケール、ランデダに駅が設置された。アベール・ヴラクが終点となった。1900年2月25日に開通し、1932年に閉鎖された。現在、アベール・ヴラク上に架かる新しい橋とともに現代的な県道13号線の建設が行われ、コミューンの交通アクセスへ貢献した。反対にアベール・ブノワに架かる橋は潮の影響を受けるゾーンの限界にあり、重要性ははるかに小さい。この場所は、アベール・ブノワという名称の乱用やフランス語化によって時には誤って、「バルブ・ノワールの抜け道」（Passage de la Barbe-Noire）と呼ばれていた。
ランデダのサンタントワーヌ地区には、潮力を用いた水車場が今も存在する。

### ランデダに属する小島
ランデダには多くの島が含まれている。
- ゲニオック島 - 語源は不明。本土から2km離れている。長さは400m、幅は最も長いところで160m。木は生えておらず、芝で覆われている。太古には人が定住していた。ランデダに属する小島のうち、干潮時に徒歩で上陸できない唯一の島であるが、先史時代には本土とつながっていた。
- ギャロ島（現在はサン＝パビュの一部） - ブルトン語でシカを意味するgawrに由来する。キリスト教伝来前には、ケルトの神ケルヌンノスに捧げた礼拝の場所があったことが説明されている[6]。19世紀後半まで島には定住者がおり、第二次世界大戦まで断続的に定住が行われた。20世紀半ばまで、島の牧場ではウマが飼育されていた。
- ロシュ＝アヴェル（ブルトン語では風の島を意味する） - ケアンや巨石の墳丘墓がある[7]。
- タリエック島 - 聖タリエックに由来する[8]。礼拝堂と墓地を抱えた島で、定住者がいた。1840年には20箇所の小区画が牧場にされていた。島は砂の抽出で急速に、現在の小島であるグラン・タリエックとプティット・タリエックとに分かれた。
- セゾン島 -  Cézonという名称は、サクソンという名称の歪みから生じた（実際にはイングランドを意味する）。トレント海峡を保護するためローマ時代に防衛が強化された。この防衛設備の重要性は、重要な港として既に14世紀には記されていたポール・ド・ラベール・ヴラクにとって、常に不可欠であった。1685年にヴォーバンによって規模の大きな防衛事業が始められ、1694年に完成し、1695年には塹壕が作られた。この島は1889年に退役するまでは軍事要塞であった（1738年には現地採用要員の他に37人の常設軍がおり、火薬庫には2807リーヴルの火薬が収められていた）。フランス革命戦争やフランス第一帝政期、この島はイギリスから繰り返し攻撃を受けていた。第二次世界大戦中には島の戦略的重要性に目をつけたドイツ軍がブンカーを築き、機関銃の砲塔や弾薬ブンカー、兵士用のシェルターがあった。1957年に民間人所有者に対しフランス・ドメーヌ（fr、フランス予算担当省の内局）から島が売却され、1994年からは復旧が主題となっている。
- スタガドン島 - アベール・ヴラクの入口に位置する。行政上はプルゲルヌーに属する。

## 歴史

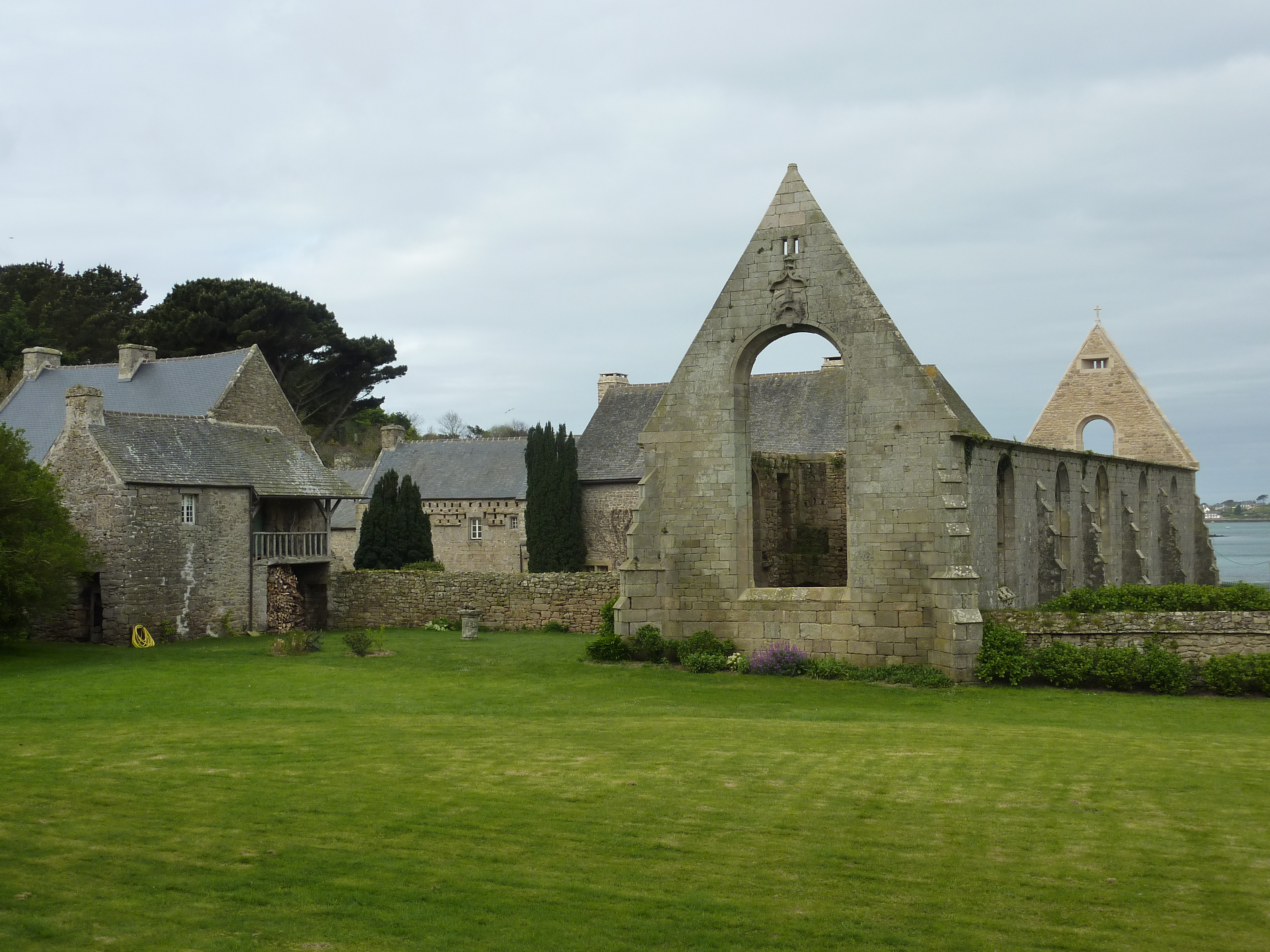
ノートルダム・デザンジュ修道院

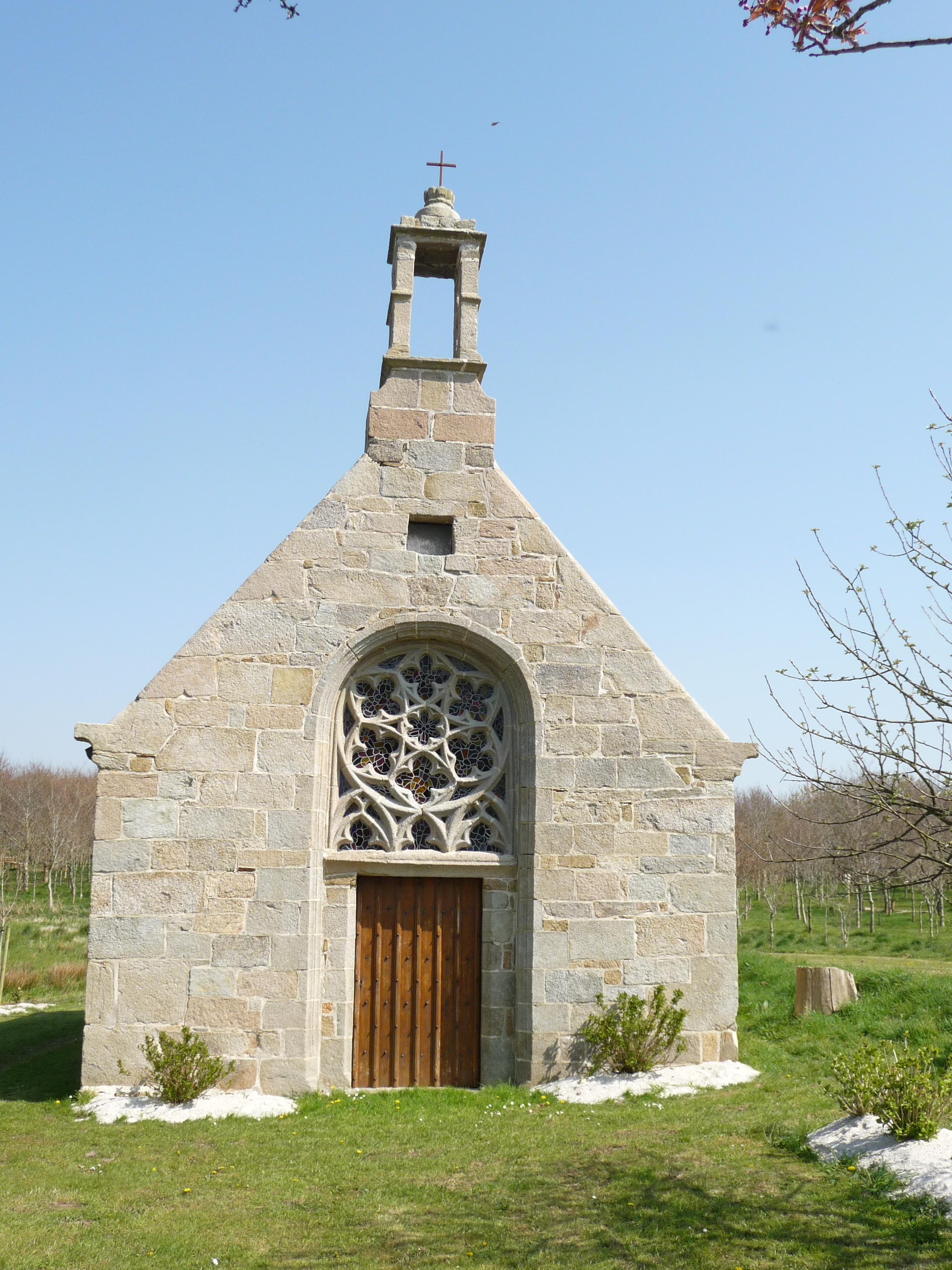
トレメネック礼拝堂

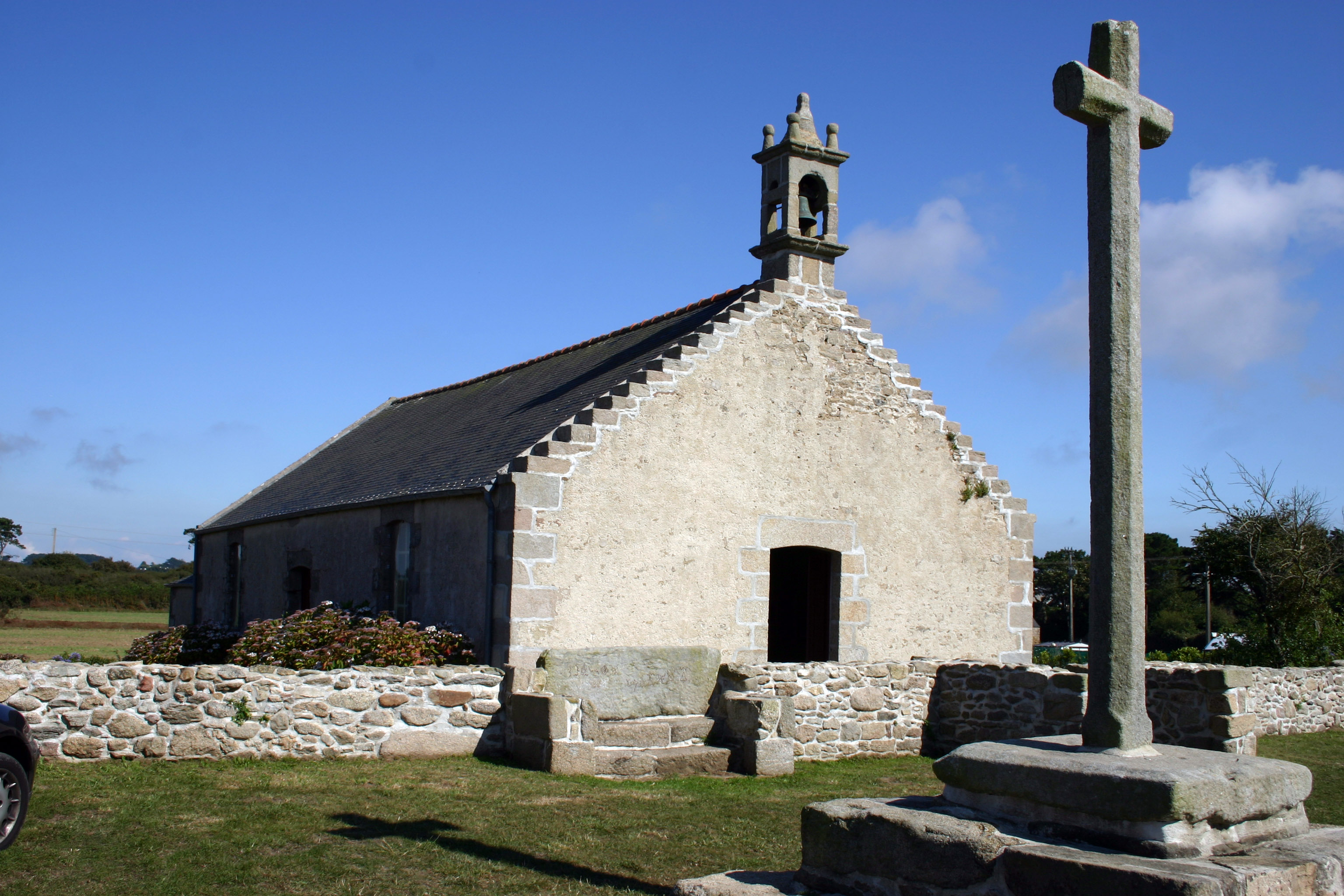
サント・マルグリット礼拝堂

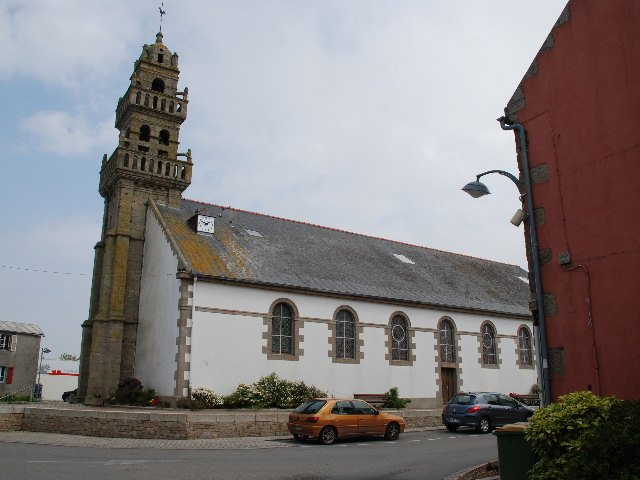
教区教会

### 由来
ランデダのlannは、ブルトン語で庵を意味し、デダとはウェールズ出身の聖人テダ（Teda）またはTydeuに由来する。この名は5世紀頃に生じたと考えられる。それは元々聖テダの礼拝堂があったからだろう。ランデダ教区は元々は古いアルモリカのプルディネール教区（レオン司教区）に属しており、14世紀には単独の教区となった（プルディネール教区は1330年にランデダ、ランニリス、ブルエヌーの3つの教区に分割された）。教区教会は聖コンガルを守護聖人としている。
ランデダは1790年にコミューンとなり、1822年のルイ18世の命令によってブルエヌーと統合した。

### 古代
コミューンのある土地には新石器時代より人が定住していた。ゲニオック島には巨石記念物である4つのケアン（最古のものは紀元前4600年頃につくられており、人に似せた彫刻のある3つの房がある）、そして鉄器時代の遺構がある。
土中の隠し場所から、おそらくガリア時代からのものである76種類におよぶ青銅器（剣、ソケットの軸、ペンダント、縁石など）が、1890年にゲニオック島で見つかった。青銅器がつくられた時代のゲニオック島は、海面が現在より低かったため、本土に接続されていた。
中世初期、ブリテン諸島からブリトン人が移住しゲニオック島に定住した。彼らは円形の囲い地をつくり、野原と斜面に囲まれた、天井の低い住宅を建てて住んだ。この住居跡は1953年の火事で失われた。
ガロ＝ローマ時代のアベール・ヴラク周辺は、カレー（Vorgium）とウォルガニウム（Vorganium、オシスミイ族の町）からのローマ街道が至るところだった。いくつかの重要な港町は正確な位置が不明であり、ガロ＝ローマ時代のアベール・ヴラク周辺にはおそらくGesocribateというガリア北西部の港町があった。この地名はポイティンゲル地図（Tabula Peutingeriana）に記されている（この説を、歴史家シャルル・ド・ラ・モヌレがアベール・ヴラクにGesocribateがあったとする論文において特に支持している）。しかし歴史家の多くは、むしろブレスト近郊のル・コンケがGesocribateであるとする説を支持している。

### 中世
歴史家アルベール・ル・グランが1637年に発表した著作において、トレント（Tolente）の港はブリテン諸島からやってくる船と取引していたという。そしてトレントはかつてのドムノネ王国、6世紀頃ブルトン人が占領した王国ペイ・ダシュ（pays d'Ach、プルゲルノーからサン・マチュー岬に至る地域）の首都であったとしている。トレントの場所は不明瞭である。おそらく現在のプルゲルノーの町の位置、またはアンジュ湾の入口であっただろうが、他の仮説においてはアベール・ブノワから遠くないセゾン砦であろうというものもある。トレントの町は875年にヴァイキング襲来で破壊された。トレントの正確な位置は、考古学的な実証がまだなされていない。
アベール・ヴラクは天然の泊地である。14世紀に記されているように、主要港から呼び出しが来るまで長期間停泊できる港であった。後世には要塞によって守られ、ヴォーバンが1685年からセゾン砦増強を伴う補強事業を行った。沿岸には砲台が並び守備隊が置かれた。
海上からアベール・ヴラクに接近するのは困難だった。なぜなら海中に岩が多いからである。1845年にイル・ヴィエルジュ灯台が建設され、他に4箇所の灯台が設置された。最も危険な箇所には海標が置かれた。さらにはより安全な足場とするため、19世紀に防波堤上に長さ208m、幅6mの埠頭が建設された。港の交通は少ないままだった。これから乗せられる貨物も、下ろされた貨物もわずかで、もっぱらカボタージュが行われていた。砦は1889年に軍事目的の利用を終えたが、第二次世界大戦中にはドイツ軍が接収し、ブンカーを建設している。

### 近代
元々ランデダには、ケルアルツ城があり、幾度もイングランド軍の攻撃を受けて破壊された。元の場所から3km離れた、当時のランニリス教区、現在のランニリスに再建されている。
16世紀初頭、ユグノー戦争の戦士であったギヨーム・ド・トロメネックは、礼拝堂や荘園を略奪するのが習慣であった。彼はフランソワ・ド・マイエを殺害したため破門を宣告された。トロメネックは、ランデダの教会に犠牲者のため、横臥像を備えた壮大なサルコファガス（『神は許したもうた』との碑文が刻まれ、死者の紋章が描かれた）を建設し、司教から恩赦を得た。
1782年、ランデダには聖職者が運営する私立の学校があった。
ランデダからヌーベル・フランスへの移住者がいた。ケベックのセベルタシュ一族はアベール・ヴラク出身であった。
見習い水夫でランデダ生まれのシャルル・ポタンは、アメリカ独立戦争に参加しているグラス伯艦隊の船シトワイヤン号にて、1781年11月、病気のため船上で死亡した。
昔から、『彼らには司祭、税関職員、警察、船員がいたにもかかわらず、ケルルアン、ギセニー、ランデダ、コレジューの住民たちや周辺の教区たちは、自らの正当な財産として難破船の荷物を集め、手に入れていた。』。この慣習はドロワ・ド・ブリ（fr）と呼ばれる、沈没した船の貨物の権利は拾った者にあるとするもので、ランデダを含むペイ・パガン地方（pays pagan）で伝統的に行われていた。1876年にはランデダの司祭自らが、難破船から流出した貨物を我がものとするため岸に向かった話が伝わっている。また、1903年11月にウェサン島沖でヴェスペール号が座礁した時には、積荷であったワイン樽がアベール・ヴラクにまで漂着した。ワイン樽で埠頭が埋まり、まるでボルドーの外港のごとくであった。人々はワイン樽を開けて酔っ払い、ランデダで行われた結婚式の披露宴でもワイン樽2つが招待客に振舞われた。
アベール・ヴラクの港には救命ボートも備わっていた。1901年には新造船マドレーヌ号が配備されている。1910年、ランデダの岩でイギリス船籍の蒸気船カーディスタン号が難破し、2人の船員の遺体が見つかり、ランデダの墓地に埋葬された。

### 20世紀
20世紀初頭、海藻とりはランデダおよび周辺コミューンにとって最重要の経済収入となっていた。彼らは海藻を収穫すると、浜に積み上げて燃やし、石鹸の原料となる苛性ソーダやヨウ素を作る工場に売るのだった。
1912年、私立のカトリック学校がランデダで再び開校した。
ランデダの戦死者記念碑には、第一次世界大戦で戦死した82人のフランスに命を捧げた者の名が刻まれている。またランデダの墓地には、1944年4月に戦死したカナダ人兵士が埋葬されている。

## 人口統計
| 1962年 | 1968年 | 1975年 | 1982年 | 1990年 | 1999年 | 2006年 | 2010年 |
| ------ | ------ | ------ | ------ | ------ | ------ | ------ | ------ |
| 2231   | 2136   | 2134   | 2281   | 2666   | 2949   | 3519   | 3612   |

参照元:1999年までEHESS、2000年以降INSEE

## 言語
2010年11月15日、コミューン議会は、ブルトン語の日常使用促進をうたうYa d'ar brezhoneg憲章の批准を可決した。

## 経済
アベール・ヴラク港がコミューン内にある。かつては小さな漁港であった。現在はブレスト商工会議所が運営するマリーナとなっている。マリーナはイギリス海峡への入口という特権的な地位を占めている。この場所の近くにはイロワーズ海にあるウェサン島とモレーヌ島と本土との間をつなぐ、フール水道がある。アベール・ヴラクの河口に位置するゆえに、戦略的な位置と常に認識されてきた。港の過去の歴史は、沿岸貿易の発展や、かつて起きた様々な軍事衝突において重要な位置にあったことを示す。イル・ヴィエルジュ灯台は見つけやすく、セゾン砦は港の入口の歩哨の役割を担っている。この海の環境は、レクリエーション活動の実施と発展や、漁業関係者、カキ養殖業者、海藻業者といった専門家の活動を可能にしている。
繁忙港であるアベール・ヴラクは、年間5000隻の船が入港する。2007年7月から現在まで、320隻の船、270隻のはしけの収容が可能な港湾インフラが整い、燃料補給や保守点検を行うことができる。
アベール・ブノワに入る港もコミューン内にある。そこにはフィニステール県で海藻とりを行う船舶の一部があり、カキ養殖を行う場所もある。

## 史跡
- ノートルダム・デザンジュ修道院 - かつて異教信仰の聖地だった場所にたつ[36]。2002年に歴史記念物に指定された。
- サン・コンガル教区教会 - 聖コンガルに献堂された。現在の建物は1846年以来のもの。ノートルダム・デザンジュの像は同名の修道院から運ばれ、この教会で祀られている。教会の周りはかつて墓地に取り囲まれていたが、1898年に墓地は移転した。
- サント・マルグリット礼拝堂[37] - 半島で最も標高の高い場所にある。
- トロメネック礼拝堂[38]
- ブルエヌー礼拝堂[39] - 17世紀初頭。聖グエヌーの聖遺物を祀る。